# IFunny
iFunny — юмористический веб-сайт и мобильное приложение, разработанное кипрской компанией FunCorp, публикующий мемы в виде изображений, видео и анимированные GIF-файлы. Мобильная версия сайта когда-то имела встроенный инструмент для создания мемов. Приложение описывает себя как «сообщество любителей мемов и вирусных мемов в Интернете». iFunny доступен онлайн и в виде приложения. Он разделен на разделы, курируемые модераторами, и включает раздел для подписки на учётные записи. Им управляет Дэвид Шеф, известный в сообществе iFunny как Cheffy. В левой части главной страницы находится «каталог мемов», в котором перечислены общие темы, включая автомобили, игры и спорт.
Мемы — это в основном неподвижные изображения, созданные с помощью изображений пользователей. На сайте есть правила, запрещающие угрозы и пропаганду ненависти, но допускающие «черный юмор». Используется «ручная предварительная модерация» для фильтрации контента, нарушающего его правила. Политика iFunny допускает политическую сатиру и мнения, но запрещает поддержку конкретного кандидата.

## История
Приложение впервые было запущено 26 апреля 2011 года для устройств iOS и 25 ноября 2011 года для Androi. 11 апреля 2013 года iFunny.co стал настольной альтернативой приложению. В отчете о мобильных приложениях США iFunny был назван одним из самых загружаемых приложений в США.

## Инциденты
Некоторые пользователи и контент на веб-сайте связаны с экстремистскими идеологиями.
Согласно VICE News, в ноябре 2019 года неонацистская группа ненависти The Base размещала на iFunny пропаганду вербовки. Один пользователь «MemeMercenary» опубликовал QR-коды, чтобы побудить пользователей связаться с экстремистской группой.
12 января 2018 года 20-летний Сэмюэл Вудворд был арестован и обвинен в убийстве первой степени за нанесение ножевых ранений Блейзу Бернштейну. Вудворд является членом неонацистской террористической группировки Atomwaffen Division. У Вудворда было много поклонников на iFunny под псевдонимом «Saboteur», и он часто публиковал расистский, насильственный или связанный с превосходством белых контент. В следующем году он ушел из iFunny и удалил аккаунт «Saboteur». Пользователи iFunny превратили смерть Бернштейна в мем и поддержали Вудворда.
7 августа 2019 года 18-летний Джастин Олсен из Бордмана, штат Огайо, был арестован за публикации на iFunny под своим именем пользователя ArmyOfChrist, которые поддерживали массовые расстрелы. ФБР обнаружило в его доме более 10 000 патронов и 25 пистолетов. Он сказал властям, что посты, которые он делал, были в шутливой форме.
16 августа 2019 года ФБР арестовало 19-летнего Фархана Шейха за посты iFunny с угрозами убить людей в женской консультации, которая находилась менее чем в 5 милях от его дома. В своем посте он написал, что «приступит к резне и убийству любого врача, пациента или посетителя». Он написал, что его аккаунт iFunny был «НЕ сатирическим аккаунтом. Я публикую то, что имею в виду, и я БУДУ выполнять то, что публикую».
28 мая 2020 года 19-летний Александр Трейсман был первоначально арестован за ношение скрытого оружия и отдельно обвинен в хранении детской порнографии, но позже выяснилось, что он публиковал посты на Reddit и iFunny с угрозами убить Джо Байдена и Камалу Харрис. В одном из постов iFunny он сказал: «Должен ли я убить Джо Байдена?». Его нашли в фургоне с четырьмя винтовками, 9-мм пистолетом, взрывчатыми веществами и книгами по изготовлению бомб. Полиция впоследствии обнаружила 6 721 изображение и 1 248 видео с детской порнографией на восьми различных цифровых устройствах.
12 марта 2021 года 21-летний Джошуа Доктор, штат Мичиган, был арестован и обвинен в терроризме за угрозы смертью в адрес Джо Байдена, Нэнси Пелоси и Гретхен Уитмер на iFunny. В постах он писал, что станет «катализатором» революции. По словам прокурора, в его смартфоне были обнаружены инструкции по изготовлению бомбы. По словам ИТ-директора Дениса Литвинова, публикация нарушала политику и правила платформы в отношении насилия.